# Aphthona maghrebina
Aphthona maghrebina is een keversoort uit de familie bladkevers (Chrysomelidae). De wetenschappelijke naam van de soort werd in 1989 gepubliceerd door Frederico Guillermo Carlos Bergeal & Doguet.